# Slidex
El Slidex fue un sistema de cifrado diseñado para ser portátil y basado en papel para ser usado por niveles básicos (pelotón, tropa y sección) en el frente del Ejército británico durante la Segunda Guerra Mundial y más tarde durante la Guerra Fría. Fue reemplazado por el sistema BATCO, que a su vez fue obsoleto con la introducción del sistema Bowman de radio segura.

## Diseño
Slidex usaba un conjunto de tarjetas bibliográficas divididas en una matriz de 12 filas y 17 columnas. En cada celda se encontraba una letra, palabra o frase común, además de una letra o número adicional. Estas letras y números permitían al sistema deletrar palabras o transmitir números.
Las tarjetas se almacenaban en una cartera que incluía dos cursores  para facilitar el localizado de las celdas. Los mensajes eran cifrados y descifrados usando tiras de código que eran colocadas en la parte superior y en la parte izquierda de la tarjeta de vocabulario. De igual forma, se distribuían tarjetas en blanco para que las unidades pudieran crear su propio vocabulario para misiones específicas.